# Ian Porterfield
John Porterfield detto Ian (Dunfermline, 11 febbraio 1946 – Farnham, 11 settembre 2007) è stato un calciatore e allenatore di calcio britannico, di ruolo centrocampista.
È deceduto l'11 settembre 2007 a 61 anni per un cancro al colon.

## Carriera

### Giocatore
Porterfield iniziò a giocare per il Raith Rovers, per poi spostarrsi nel Sunderland, club col quale vinse la FA Cup del 1973, segnando anche in finale. Ebbe inoltre esperienze col Reading F.C. e col Sheffield Wednesday, prima di concludere definitivamente la propria carriera.

### Allenatore
Svolse il suo primo incarico di allenatore al Rotherham United, vincendo il campionato di Terza Divisione, per poi approdare allo Sheffield United il 6 giugno 1981. Da quest'ultimo club gli fu affidato il compito di riportare la squadra dalla Fourth Division alla First Division nel giro di 5 anni. La prima stagione vinse il campionato di Quarta Divisione, ma l'anno dopo si piazzò solamente undicesimo nella Terza. Dopo essere arrivato in Second Division, non riuscì mai a giungere nel campionato principale inglese, e fu quindi esonerato il 27 marzo 1986.
Nel novembre 1986, succedette a Sir Alex Ferguson alla guida dell'Aberdeen, senza però riuscire ad ottenere i risultati più che soddisfacenti del suo predecessore. L'anno dopo, divenne il vice di Bobby Campbell sulla panchina del Chelsea, partecipando alla vittoria della Second Division 1988-1989.
Durante la stagione successiva gli venne affidata la promozione in Second Division da parte del Reading, ma dopo 18 mesi senza riuscire a conquistarla venne esonerato.
Nel 1991 succedette a Campbell sulla panchina del Chelsea: nell'annata 1992-1993 fino a Natale si trovò in lizza per vincere la prima edizione della Premier League, ma, dopo una serie di risultati negativi, a gennaio presentò le sue dimissioni.
Da quel momento in poi allenò varie Nazionali e due club sudcoreani. L'ultima squadra allenata da Porterfield è stata l'Armenia, incarico ricevuto nell'agosto 2006.

## Palmarès

### Club

#### Competizioni nazionali
- Coppa d'Inghilterra: 1

Sunderland: 1972–1973

### Allenatore

#### Competizioni nazionali
- Second Division: 1

Chelsea: 1988-1989
- Third Division: 1

Rotherham United: 1980–1981
- Fourth Division: 1

Sheffield United: 1981-1982